# 异颖燕麦
异颖燕麦（学名：Avena eriantha），为禾本科燕麦属下的一个植物种。